# Curtis Turner

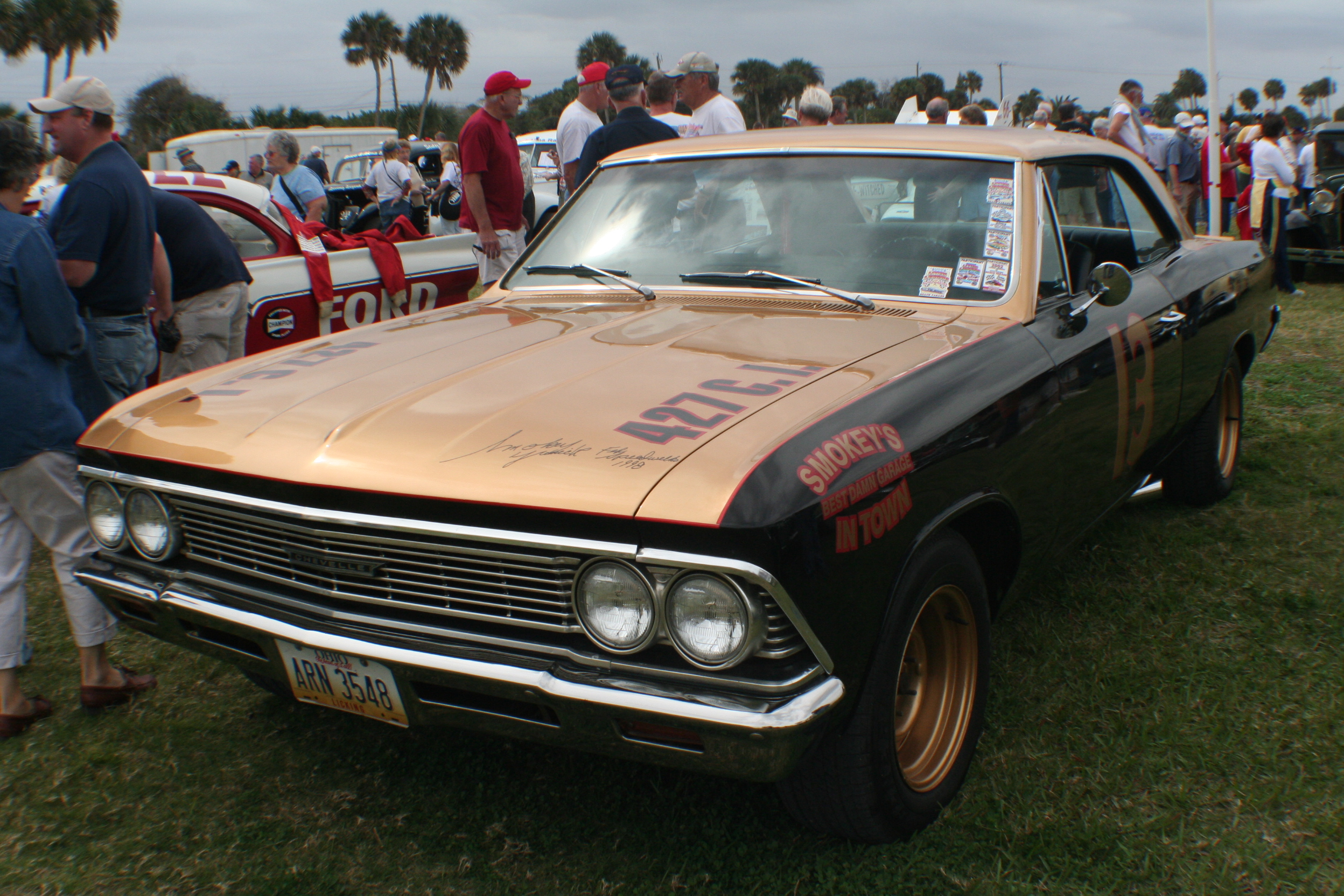
Der von Curtis Turner 1967 gefahrene Chevrolet Chevelle

Curtis Morton Turner (* 12. April 1924 in Floyd, Virginia; † 14. Oktober 1970 in Punxsutawney, Pennsylvania) war ein US-amerikanischer NASCAR-Rennfahrer. 1998 wurde er zu einem von NASCAR’s 50 Greatest Drivers, einer der 50 größten NASCAR-Rennfahrer, ernannt.

## Karriere
Turner begann seine Rennfahrer-Karriere 1946 in Mount Airy, North Carolina, wo er an einem Rennen teilnahm, welches er als Letzter beendete. Turner gab jedoch nicht enttäuscht auf, sondern versuchte es erneut und gewann das Rennen, in dem er zuvor noch gescheitert war. Ab 1949 fuhr er in der NASCAR. Gleich in seiner ersten Saison gewann er ein Rennen auf dem Langhorne Speedway. In der Saison 1950 gewann er erneut auf dieser Strecke. Von 1950 bis 1954 fuhr er fast ausschließlich Oldsmobile, in ein paar Rennen saß er am Steuer eines Nash, mit dem er in der Saison 1951 auch ein Rennen gewann. Turner ist der einzige Fahrer, der jemals ein NASCAR-Rennen in einem Nash gewinnen konnte. Ab 1955 fuhr er in der Grand National Division mit einem Ford. In den Jahren 1956 bis 1959 war Turner in der NASCAR Convertible Division, in der mit Cabriolets gefahren wurde, aktiv. Er nahm an 79 Rennen teil, von denen er 38 gewann. Später in seiner Grand-National-Karriere wechselte er häufiger die Automarke. In seiner letzten Saison in der NASCAR, der Saison 1968, fuhr er alle Rennen, an denen er teilnahm, in einem Plymouth. Sein letztes Rennen in der NASCAR Grand National Division fuhr Turner am 15. September 1968 auf dem Orange Speedway in Hillsboro, North Carolina. Er beendete das Rennen, in dem Richard Petty seinen 13. Saisonsieg feierte, auf dem 13. Platz.
Turner war einer der erfolgreichsten Fahrer seiner Zeit, gewann jedoch nie die Meisterschaft, da er nie mehr als 17 Rennen in einer Saison fuhr. Insgesamt war er 17 Jahre aktiv und fuhr 183 Rennen, von denen er 17 gewann, 73 Mal kam er in den Top 10 ins Ziel. Turner war der erste Fahrer, dem es gelang in zwei aufeinander folgenden Rennen von der Pole-Position zu starten und diese ohne einmal die Führung abzugeben zu gewinnen. Zudem war Turner der erste Fahrer, der beim Pikes Peak International Hill Climb den Berg in weniger als 15 Minuten erklomm.
1961 wurde Turner gemeinsam mit Tim Flock und Fireball Roberts zwischendurch lebenslang von NASCAR aufgrund des Aufrufes zu einer Gewerkschaft gesperrt. Während Roberts’ Sperre kurz darauf aufgehoben wurde, blieben die der beiden anderen Fahrer bestehen. Erst 1965 hob Bill France senior die Sperren wieder auf. Im Gegensatz zu Flock, der keine Interesse auf einer Fortsetzung seiner Karriere hatte, fuhr Turner sofort wieder NASCAR-Rennen und fuhr noch einen Grand National-Rennsieg ein.
Curtis Turner starb am 14. Oktober 1970 bei einem Flugzeugabsturz in der Nähe von Punxsutawney, Pennsylvania. 1998 wurde er in die Liste der besten NASCAR-Fahrer aller Zeiten (NASCAR’s 50 Greatest Drivers) aufgenommen.